# Campanula caucasica
Campanula caucasica är en klockväxtart som beskrevs av Friedrich August Marschall von Bieberstein. Campanula caucasica ingår i släktet blåklockor, och familjen klockväxter. Inga underarter finns listade i Catalogue of Life.